# Dictadura cívico-militar en Uruguay (1973-1985)
La dictadura militar uruguaya fue un período de gobierno autoritario en Uruguay desde el golpe de Estado del 27 de junio de 1973 hasta la recuperación de la democracia el 1 de marzo de 1985. 
Este período histórico estuvo marcado por la ausencia de derechos constitucionales, la disolución del Parlamento, la prohibición de los partidos políticos, la ilegalización de los sindicatos y medios de prensa, la intervención en todos los niveles educativos, y el terrorismo de Estado, que incluyó la persecución, encarcelamiento, tortura y desaparición forzada de opositores al régimen. En total, hubo alrededor de 200 personas detenidas-desaparecidas en el período.
La dictadura uruguaya estuvo coordinada con otras dictaduras de América Latina (Argentina, Brasil, Paraguay, Bolivia y Chile) a través del Plan Cóndor. Las Fuerzas Armadas sostenían la doctrina de la seguridad nacional, impulsada por los Estados Unidos y caracterizada por promover la ampliación del campo de acción de los militares, como garantes de la seguridad interna.

## Antecedentes
Hacia 1955 se inició en Uruguay una crisis económica que afectó también a las instituciones políticas. Durante la década de 1960 hubo un proceso de deterioro social y económico, con un notable aumento de la conflictividad, que incluyó la lucha armada a través de la guerra de guerrillas protagonizada por grupos de izquierda, entre los cuales se destacaron el Movimiento de Liberación Nacional-Tupamaros, el Partido por la Victoria del Pueblo y la Federación Anarquista Uruguaya. Durante la presidencia de Jorge Pacheco Areco se agudizaron aun más, y sus medidas de gobierno fueron enfrentadas por organizaciones como la Convención Nacional de Trabajadores. Por esa época aparecieron los grupos de extrema derecha Defensa Armada Nacionalista, que en realidad era en efecto, un escuadrón de la muerte, y la Juventud Uruguaya de Pie, cuyos objetivos eran los militantes sociales y políticos generalmente de izquierda, contra quienes realizaron atentados asesinando a varias personas.
El 9 de septiembre de 1970 el presidente Jorge Pacheco Areco encomendó a las Fuerzas Armadas la conducción de la lucha contra la guerrilla del Movimiento de Liberación Nacional-Tupamaros. El 16 de diciembre se creó la Junta de Comandantes en Jefe y el Estado Mayor Conjunto de las Fuerzas Armadas. Tras las elecciones presidenciales de noviembre de 1971 asumió un nuevo gobierno el 1 de marzo de 1972 presidido por Juan María Bordaberry.
En abril de 1972, el parlamento uruguayo votó por más de dos tercios de sus integrantes que el país estaba en un "estado de guerra". Mientras tanto, el rol de las Fuerzas Armadas en la vida política continuó incrementándose. El 25 de octubre de 1972 Jorge Batlle denunció en televisión que había conversaciones y presuntos entendimientos entre militares e integrantes del Movimiento de Liberación Nacional-Tupamaros en el cuartel del Batallón Florida, con el aval de los generales Gregorio Álvarez y Esteban Cristi en un momento en que estaban técnicamente en "guerra". Batlle fue procesado por la justicia militar por el delito de “ataque a la fuerza moral del Ejército” y permaneció dos meses en prisión. El 31 de octubre de 1972 el ministro de Defensa, Augusto Legnani, tuvo que renunciar por no haber podido remover a un jefe encargado de una misión de alta importancia para el ministerio. Posteriormente, los mandos militares del Ejército hicieron publicaciones contradiciendo al Presidente de la República.
El 8 de febrero de 1973, con el propósito de controlar la efervescencia militar, el presidente Bordaberry sustituyó al Ministro de Defensa Nacional, Armando Malet, por el general retirado Antonio Francese. En la mañana de ese día el nuevo ministro se reunió con los mandos de las tres fuerzas y sólo encontró respaldo en la Armada.
Finalmente, con el apoyo del entonces presidente constitucional, Juan María Bordaberry, las Fuerzas Armadas decidieron dar un golpe de Estado.
En 1972 las Fuerzas Conjuntas (organismo que abarcaba las Fuerzas Armadas y la policía) detuvieron a los dirigentes tupamaros Raúl Sendic, Eleuterio Fernández Huidobro, José Mujica, Adolfo Wasem Alaniz, Julio Marenales, Henry Engler, Jorge Manera y Jorge Zabalza, permaneciendo recluidos desde ese momento hasta la finalización de la dictadura militar, es decir, hasta 1985. Los citados fueron recluidos en casi total incomunicación y sufrieron torturas físicas y psicológicas (comprobadas posteriormente por organismos como la Cruz Roja Internacional). También en condiciones muy duras estuvieron recluidos los diputados Jaime Pérez, Wladimir Turiansky, Gerardo Cuesta y José Luis Massera.

## Los sucesos de febrero de 1973
Bordaberry, queriendo devolver a los militares a los cuarteles y someterlos nuevamente al poder civil, en febrero de 1973 nombró al general Antonio Francese como Ministro de Defensa Nacional. El Ejército y la Fuerza Aérea respondieron emitiendo los Comunicados 4 y 7, en los que «desconocían» la autoridad del nuevo ministro, argumentando que el mismo se proponía desarticular a las Fuerzas Armadas. A su vez, los militares daban la pauta de sus intenciones, no solo de «aportar seguridad para el desarrollo nacional», sino también de querer participar en la «reorganización moral y material del país».

[…] 2.º. Inmediatamente de asumido su cargo, el actual ministro puso de manifiesto encontrarse empeñado en cumplir la tarea de impedir mediante la desarticulización de los mandos, que las Fuerzas Armadas cumplieran con la misión de alcanzar los objetivos que se han impuesto, de restablecer el orden interno y brindar seguridad al desarrollo nacional en procura del bienestar general dentro del sistema democrático republicano de acuerdo con la filosofía actual de las Fuerzas Armadas.

[…] 7.º. En consecuencia, quien ocupe la cartera de Defensa Nacional en el futuro deberá compartir los principios enunciados, entender que las Fuerzas Armadas no constituyen una simple fuerza de represión o vigilancia, sino que, integrando la sociedad, deben intervenir en la problemática nacional, dentro de la ley y comprometerse a trabajar, conjuntamente con los mandos, con toda decisión, lealtad y empeño, a fin de poder iniciar la reorganización moral y material del país.
«Comunicado N.º 4», Mandos militares conjuntos del Ejército y la Fuerza Aérea, 9 de febrero de 1973.

El desconocimiento del Ministro y los planteamientos de participación en la vida política del país marcaron, de hecho, una insurrección de estas dos armas. La Armada Nacional, sin embargo, se mantuvo leal a la Constitución, y ocupó la Ciudad Vieja y las bases del Cerro. Inteligencia naval comunicó al comandante Zorrilla que tres generales se reunían en casas y conspiraban, que Trabal armó un esquema de guerra psicológica con apoyo de inteligencia tupamara, para convencer a cada partido opositor:
- Frente amplio por el general Víctor Licandro; que sería un golpe peruanista y pondrían ministros comunistas y socialistas, convenció al general Líber Seregni y al PCU+

- Blancos, por Mario Aguerrondo y algún naval, que las elecciones que perdió Wilson Ferreira Aldunate estaban arregladas, y que llamarían en tres meses a elecciones nuevas para que ganara Wilson.

- Colorados, por Pacheco y por masones; que era para terminar con las obstrucciones de la oposición. No tenían idea que colorados como el vicepresidente Sapelli y el senador Amílcar Vasconcellos se pondrían de proa, y el pedido de informe de Vasconcellos revelando el golpe en marcha provocó los comunicados de los generales, contra la opinión de los coroneles y tenientes coroneles. Si el vicealmirante Juan José Zorrilla quien era constitucionalista y ordenó bloquear la Ciudad Vieja, detenía a los generales, nadie los apoyaría, le debía pedir permiso al presidente. Nunca se lo dio, ya estaba vendido.

Por eso nunca se le reconoció al comandante Zorrilla y los Infantes de Marina su heroica defensa de la democracia. Solamente la intendencia de Rivera, su patria chica.
Cuando se rebeló una unidad pequeña del tenderredes Huracán, no necesitaba permiso. Zorrilla ordenó hundirlo. Cuando el Jefe de la Flota no obedeció, era blanco y pidió tiempo para conversar, dejó registrada la orden incumplida y se fue para la casa. Allí tiraron tiros una vez, pero Inteligencia Naval avisó que si seguían, morían tres generales, y lo dejaron quieto.
Este conflicto institucional provocó que Bordaberry aceptara determinadas condiciones de los militares en el Acuerdo de Boiso Lanza. Para algunos, el Acuerdo de Boiso Lanza fue un prólogo de la quiebra institucional que vendría. mientras que para otros fue, de hecho, el golpe de Estado. Una de las consecuencias del Acuerdo de Boiso Lanza fue la creación del Consejo de Seguridad Nacional (COSENA).
Dentro del Frente Amplio hubo discrepancias sobre la reacción a estos hechos, con sectores mayoritarios de la 99 y 808  que lo rechazaron, mientras que otros , como el Partido Comunista (PCU)  apoyaron desde El popular la sublevación del Ejército y la Fuerza Aérea. Este apoyo se realizó convencidos por los generales Licandro y Seregni y el PC peruano, que los militares pretendían un golpe de Estado de izquierda o «peruanista», con ministros comunistas y socialistas, similar al impulsado por Juan Velasco Alvarado en Perú en 1968.

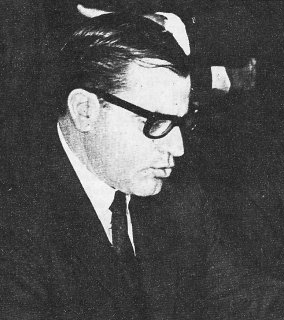
Elegido mediante presunto fraude electoral en 1971, Bordaberry disolvió las cámaras en 1973 instaurando la dictadura militar que se extendería hasta 1985.

## Golpe de Estado de 27 de junio de 1973
El 27 de junio de 1973, el entonces presidente Juan María Bordaberry, con el apoyo de las Fuerzas Armadas, disolvió las Cámaras de Senadores y Representantes y creó un Consejo de Estado con funciones legislativas, de control administrativo y con encargo de «proyectar una reforma constitucional que reafirme los principios republicanos-democráticos». También restringió la libertad de pensamiento y facultó a las Fuerzas Armadas y Policiales a asegurar la prestación ininterrumpida de los servicios públicos.
En el decreto presidencial podían encontrarse las siguientes justificaciones del golpe de Estado:

[…] la realidad político-institucional del país demuestra un paulatino, aunque cierto y grave, desconocimiento de las normas constitucionales […] es que la acción delictiva de la conspiración contra la Patria, coaligada con la complacencia de grupos políticos sin sentido nacional se haya inserta en las propias instituciones para así presentarse encubierta como una actividad formalmente legal.

Asimismo, establecía la censura de los distintos medios de comunicación:

[…] la divulgación por la prensa oral, escrita o televisada de todo tipo de información, comentario o grabación que, directa o indirectamente, mencione o se refiera a lo dispuesto por el decreto atribuyendo propósitos dictatoriales al Poder Ejecutivo o pueda perturbar la tranquilidad y el orden público.

En respuesta a estos hechos, en la misma madrugada en que se gestó el golpe de Estado, la Convención Nacional de Trabajadores (CNT) y la Universidad de la República comenzaron una huelga general en resistencia al sublevamiento, la más larga en la historia del país, que duró quince días. Durante la huelga, los militares realizaron detenciones a numerosos opositores, entre ellos Líber Seregni.

## Conducción
En 1975 Juan María Bordaberry elaboró su nueva concepción de la vida institucional. Junto al secretario de la Presidencia, Álvaro Pacheco Seré, imaginó la creación de un órgano ejecutivo que no tuviera que ser electo por el voto popular, idea que plasmaron en un memorándum. Lo llamaron provisoriamente «Consejo de la Nación» y lo imaginaron integrado por personalidades tales como expresidentes de la República, miembros de la Suprema Corte de Justicia, figuras de gran relevancia nacional y además los mandos de las Fuerzas Armadas de Uruguay, que no podían ser dejadas de lado. Se planteaba prescindir de las elecciones por voto popular. Los futuros Consejos de la Nación se integrarían por cooptación, es decir, por elección de quienes componían el cuerpo anterior. Unos consejos elegirían a los otros hasta el fin de los tiempos.
El 1 de junio de 1976, luego del envío de varios memorándums, Juan María Bordaberry efectuó una extensa exposición ante las Fuerzas Armadas de Uruguay, posteriormente entregada a éstos en un trabajo de veintinueve carillas. En este condicionó su permanencia en el cargo a la aceptación de sus propuestas. Estas eran: 
- La presencia, en lo sucesivo, de los militares en la conducción de la República, institucionalizada  a través de una reforma constitucional.
- La soberanía nacional sería ejercida mediante plebiscitos o, indirectamente, por el Consejo de la Nación, integrado por el Presidente de la República y los Comandantes en Jefe de las Fuerzas Armadas de Uruguay.
- La prohibición de las ideas y agrupaciones marxistas.
- La eliminación de la democracia representativa.
- El Presidente de la República sería electo para un período de cinco años por el Consejo de la Nación.

La propuesta desagradó a las Fuerzas Armadas de Uruguay cuyos integrantes, criados en las tradiciones republicanas, no habían pensado en sacar a los políticos de la escena pública y mucho menos eliminar el acto eleccionario. Los militares discutieron las bases de Juan María Bordaberry y las rechazaron.
El 11 de junio de 1976 se produjo en la residencia presidencial de la avenida Joaquín Suárez el último intento conciliatorio, aunque ya las decisiones estaban tomadas. La reunión fue muy áspera. Ni los generales aceptaron el planteo del presidente, ni este aceptó firmar varios cientos de proscripciones de hombres vinculados a la política.

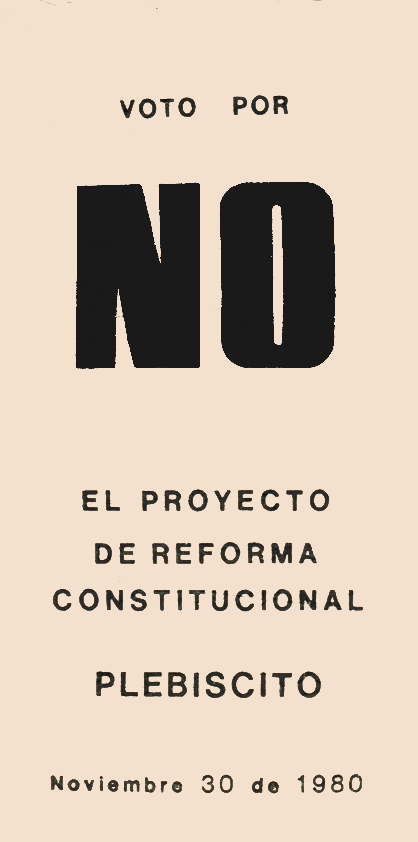
Papeleta por el No a la reforma constitucional en Uruguay en 1980

El general Eduardo Zubía pidió la renuncia a Juan María Bordaberry, a lo que este se negó. Al día siguiente, la Junta de Oficiales Generales, bajo la firma del Comandante en Jefe del Ejército Julio César Vadora, envió una carta a  Bordaberry advirtiéndole que le habían perdido la confianza y retirado el apoyo, dando cuenta del hecho a quien hacía las veces de Vicepresidente de Uruguay, el Dr. Alberto Demicheli.
El 12 de junio Alberto Demicheli asumió la Presidencia, pero militante desde siempre del Partido Colorado, por el cual había ocupado cargos de diputado, senador y ministro del Interior en el gobierno de Gabriel Terra, se negó a firmar las proscripciones de los políticos que pedían los militares y el 1 de septiembre fue sustituido por el político blanco Aparicio Méndez, exministro de Salud Pública de 1961 a 1964, quien la asumió por un período de cinco años.
En sentido estricto, ni los militares destituyeron a Juan María Bordaberry ni este renunció. Tampoco lo hizo Alberto Demicheli al ser sustituido por Aparicio Méndez. Hasta el 1 de marzo de 1977, fecha en la que debía terminar el mandato constitucional de Juan María Bordaberry, de jure coexistieron tres Presidentes de la República.
El 30 de noviembre de 1980 la ciudadanía rechazó por medio de un plebiscito el proyecto de reforma constitucional propuesto por el régimen de facto, dando comienzo a un lento proceso de apertura política.
El 1 de septiembre de 1981 asumió la presidencia el Gral Gregorio Álvarez, general clave en este proceso. 
En noviembre de 1982 se celebraron elecciones internas, pero con los principales líderes históricos blancos y colorados proscritos, al igual que toda la izquierda. De todos modos, los resultados de estos comicios fueron un claro rechazo al régimen dictatorial.
Otro acontecimiento memorable fue el acto del Obelisco el 27 de noviembre de 1983, en el cual el primer actor Alberto Candeau leyó una recordada proclama, «Por un Uruguay sin exclusiones» ante un millón de personas.

## Relaciones internacionales
Uruguay formó parte del Plan Cóndor, junto con las dictaduras militares de Argentina, Paraguay, Brasil, Chile y Bolivia. 

### Relaciones con otras dictaduras
Bordaberry expresó rápidamente su apoyo a la dictadura de Pinochet. En 1975, el gobierno de facto creó la Condecoración Protector de los Pueblos Libres, que fue otorgada a los jefes militares de las dictaduras de Chile, Paraguay, Argentina, Bolivia y Brasil.
En particular, la dictadura uruguaya tuvo una estrecha colaboración con la dictadura argentina para la coordinación de actividades represivas, incluyendo la desaparición y posterior asesinato de los políticos Zelmar Michelini, Héctor Gutiérrez Ruiz,  y los militantes Rosario Barredo y William Whitelaw Blanco.

### Conflicto diplomático con Venezuela
En junio de 1976, las fuerzas militares detuvieron a Elena Quinteros, una maestra y militante del Partido por la Victoria del Pueblo. Con la excusa de entregar a un contacto, Elena se hizo conducir hasta la Embajada de Venezuela en Uruguay, donde intentó escapar y buscar asilo. Se produjo entonces un forcejeo entre las fuerzas de seguridad uruguayas y el personal diplomático de la Embajada, y Elena fue capturada nuevamente por los militares uruguayos. El embajador de Venezuela, Julio Ramos, se comunicó con el Ministerio de Relaciones Exteriores uruguayo para protestar por el secuestro de una mujer en territorio venezolano. La dictadura decidió no entregar a Elena, lo que llevó a que el 5 de julio de 1976, Venezuela rompiera las relaciones diplomáticas con Uruguay.

## Política económica
La política económica de la dictadura tuvo lugar durante las crisis petroleras (la crisis de 1973 y la crisis de 1979). De manera general, la dictadura estuvo caracterizada por una apertura hacia el comercio exterior, con un aumento en las importaciones; la pérdida del poder adquisitivo de la clase trabajadora, a través de la suspensión indefinida del Consejo de Salarios y la inflación; una marcada financiarización de la economía; y un aumento sostenido de la deuda externa, que llegó al 90% del PBI para 1985, cuando finalmente se produjo la transición democrática.
En 1974, Alejandro Végh Villegas asume la conducción del Ministerio de Economía y Finanzas. 

## Política cultural
La censura gubernamental se infiltró en todas las facetas de la sociedad durante la dictadura. La censura oficial del gobierno de la prensa y otros medios de comunicación comenzó en 1976, aunque los esfuerzos de censura más específicos comenzaron varios años antes. Por ejemplo, en 1968, el gobierno ordenó la censura de todas las publicaciones oficiales realizadas por la Universidad de la República luego de que esta emitiera un comunicado denunciando un allanamiento sin orden judicial a su campus por parte de la policía.
Los medios de comunicación enfrentaron la constante amenaza de cierre e interrogatorio. Se exigió a los medios de comunicación que proporcionaran los nombres de todos los periodistas, editores y otros miembros del personal del Ministerio de Educación y Cultura, así como una declaración clara de sus puntos de vista políticos y fuentes financieras. Se prohibieron los artículos o publicaciones que pretendieran dañar el "prestigio" de la nación, especialmente la publicación de noticias relacionadas con la guerrilla urbana tupamaro que contradijeran o cuestionaran la veracidad de las fuentes gubernamentales. La censura no se restringió a las publicaciones de noticias; las obras literarias debieron cumplir con los requisitos de censura más estrictos de la historia uruguaya y los autores fueron detenidos a niveles sin precedentes. El entorno político ultraconservador obligó a muchos escritores liberales influyentes a huir del país para publicar sus obras. A lo largo de este período, Mario Benedetti, destacado autor uruguayo, vivió exiliado en Perú, Cuba y España. A través de sus novelas, poemas y obras de teatro, Benedetti criticó la estricta censura de la dictadura militar y llamó a la oposición no violenta al régimen.
A medida que las obras escritas que criticaban al gobierno se volvieron cada vez más difíciles de publicar, algunos artistas recurrieron a la música. Como consecuencia, el régimen comenzó a censurar la música y las estaciones de radio. El gobierno no envió declaraciones públicas prohibiendo canciones o transmisiones específicas. En cambio, un mayor escrutinio por parte de la policía condujo a la autocensura en un intento de evitar el arresto. Los compositores e intérpretes de canciones de protesta se vieron obligados a abandonar el país y algunas estaciones de radio llegaron a dejar de transmitir música por completo.

## Política educativa
La dictadura tenía una filosofía educativa que señalaba a diferentes teorías liberales (particularmente a la marxista) como una amenaza para los valores occidentales. Para la dictadura, la educación había sufrido de una "infiltración marxista". El Coronel Julio Soto, quien se convertiría en el vicedirector del Consejo Nacional de Educación, escribió en numerosos folletos la defensa de la intervención en la educación para erradicar a los enemigos internos marxistas, principalmente a los tupamaros, a quienes identificaba como los responsables de un supuesto "daño moral" hacia las juventudes. Para Soto, la civilización occidental era una "trilogía perfecta" que conjugaba la cultura griega clásica, el derecho romano y la moral cristiana. Para reponer el orden amenazado, era necesario intervenir entonces todos los niveles educativos.
El 4 de enero de 1973, en la antesala del golpe, se sancionó la ley 14.101 de Educación General. El proyecto fue redactado por Julio María Sanguinetti, en ese entonces Ministro de Educación. La ley creó el Consejo Nacional de Educación (CONAE) y dictaminó la intervención de todos los niveles educativos. La ley fue resistida ampliamente por la comunidad educativa, que presentó en el Parlamento durante la discusión para protestar en contra de su sanción. La ley tuvo un impacto significativo en las prácticas de enseñanza, al quitarle autonomía a los docentes.
En 1978, se estimaba que la dictadura había destituido o removido de sus cargos a alrededor del 20% de maestros, el 30% de los profesores de enseñanza secundaria, y alrededor del 45% de los docentes universitarios (unos 5.000 funcionarios).
En la Universidad de la República, además de la destitución de docentes, se redujeron las capacidades de investigación, se modificaron planes de estudio y se censuraron autores o libros. El impacto fue particularmente importante en las áreas de humanidades. 
La dictadura tuvo además una política de persecución de educadores. Entre los casos emblemáticos de desaparición y asesinato se encuentra el del educador Julio Castro. 

### Universidad
Tras el golpe de Estado del 27 de junio de 1973 y bajo el rectorado de Samuel Lichtensztejn, la Comisión para el estudio de los Problemas Nacionales (PRONA) de la Universidad organizó el que sería su último ciclo: “El Uruguay y su Universidad en 1973. Hacia la construcción de un destino nacional”.
El 12 de septiembre de 1973 se realizaron las reglamentarias elecciones universitarias para integrar los Claustros, bajo el estricto control de la Corte Electoral. Contra las manifiestas expectativas oficialistas, los resultados finales favorecieron netamente a los sectores definidos por la autonomía y el cogobierno (80, 86 y 98% de sufragios entre egresados, docentes y estudiantes respectivamente). Estos resultados, junto al estallido de un artefacto en la Facultad de Ingeniería y a la muerte del estudiante que lo manipulaba, dieron pie a la intervención de la casa de estudios por parte del gobierno. En la tarde del sábado 27 de octubre de 1973 las Fuerzas Armadas ocuparon todas las facultades y escuelas y el edificio central de la Universidad. Al día siguiente se hizo conocer el decreto 921/973 que disponía la intervención de la Universidad.
El Ministerio de Educación y Cultura fue encargado transitoriamente de la administración general de la misma. También se ordenó la suspensión de todas las actividades docentes y administrativas, con la única excepción de las del Hospital Universitario "Dr. Manuel Quintela", y la clausura de todos los locales dependientes. Finalmente se determinó el arresto del Rector, los Decanos y el resto del Consejo Directivo Central hasta el pronunciamiento de los órganos jurisdiccionales competentes.
La inactividad fue casi total durante 1974, mientras se definían las nuevas condiciones de funcionamiento. Casi el 40% de los docentes fueron destituidos, renunciaron o no se les renovó el contrato a su vencimiento. Los cargos vacantes fueron cubiertos por el mecanismo de la designación directa. El movimiento estudiantil fue desarticulado y un régimen policíaco se impuso en los locales paulatinamente rehabilitados.
La investigación y la extensión fueron prácticamente suprimidas mientras eran clausurados numerosos servicios: Escuela Nacional de Bellas Artes, Instituto de Ciencias Sociales, Escuela de Enfermería, Hospital Escuela del Litoral, Servicio de Climatología de la Facultad de Arquitectura. Otras dependencias se paralizaron casi por completo: Instituto de Economía, de Matemáticas y de Ingeniería Hidráulica, junto a las estaciones agronómicas, vaciados todos de personal docente.

## Terrorismo de Estado

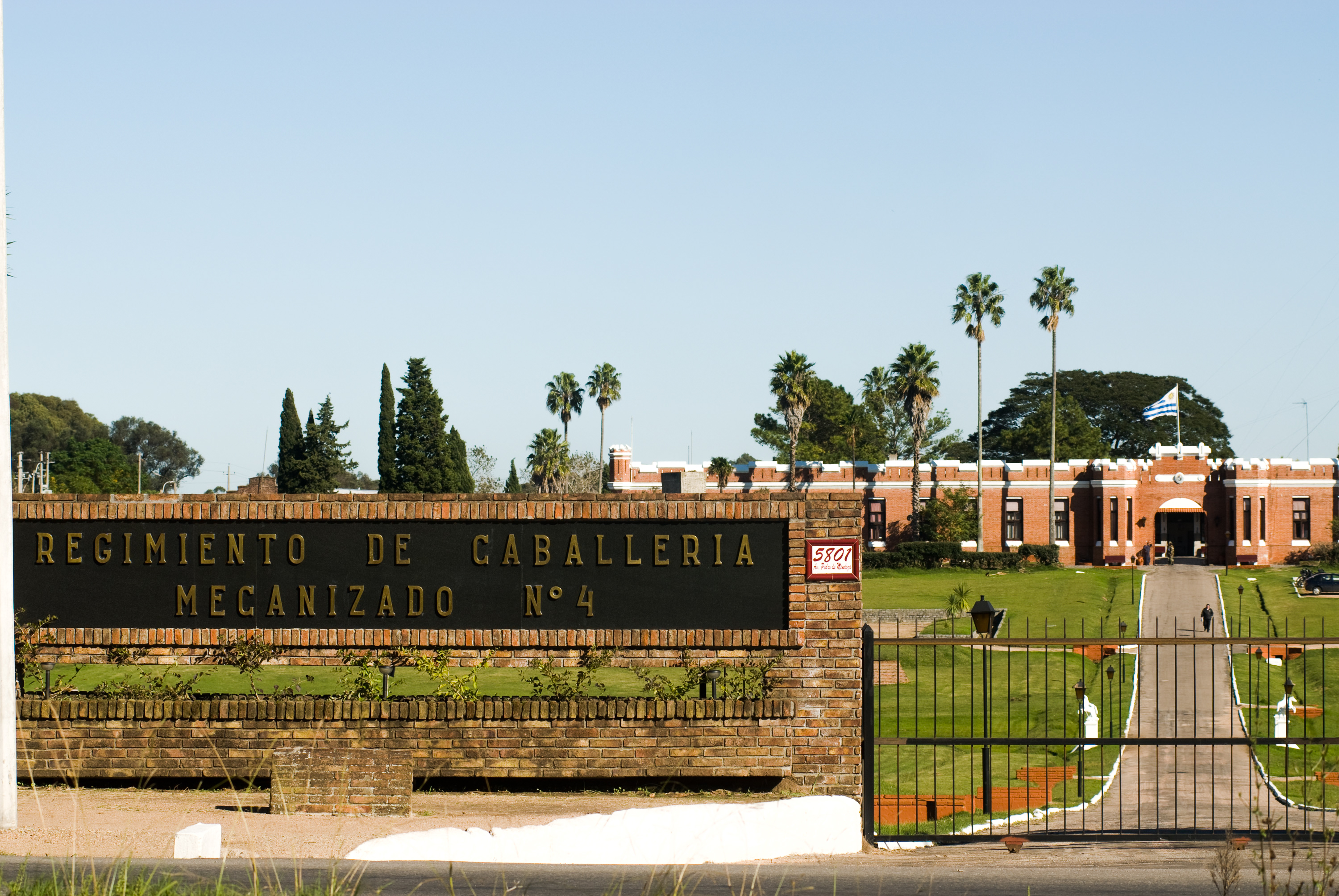
Regimiento de Caballería Mecanizado N.º 4, utilizado como centro de detención de militantes de ambos sexos y de diversas organizaciones políticas a partir de 1972 y hasta 1982.

### Centros clandestinos de detención
Al igual que en la dictadura argentina, en Uruguay se instalaron centros clandestinos de detención. 
También se utilizaron las cárceles militares. Uno de los sitios que concentró la mayor cantidad de presos políticos fue el Centro de Reclusión Militar Número uno, conocido popularmente como Penal de Libertad, por encontrarse cerca de dicha ciudad en el Departamento de San José.

### Presos políticos y detenidos desaparecidos
Durante la dictadura, más de 5000 personas fueron detenidas por motivos políticos. La tortura se extendió hasta el final de la dictadura uruguaya en 1985. Uruguay tuvo el mayor número per cápita de presos políticos del mundo. Casi el 20% de la población fue arrestada; algunas personas sufrían períodos más largos de encarcelamiento, mientras que otras solo eran arrestadas por períodos cortos. Los jefes del MLN fueron aislados en prisiones y sometidos a repetidos actos de tortura.

Alrededor de 200 uruguayos fueron asesinados durante los 12 años de gobierno militar de 1973 a 1985. La mayoría fueron asesinados en Argentina y otros países vecinos, y 36 de ellos fueron asesinados en Uruguay. Muchos de los detenidos nunca fueron encontrados, por lo que se les asigna el término de detenidos desaparecidos. 

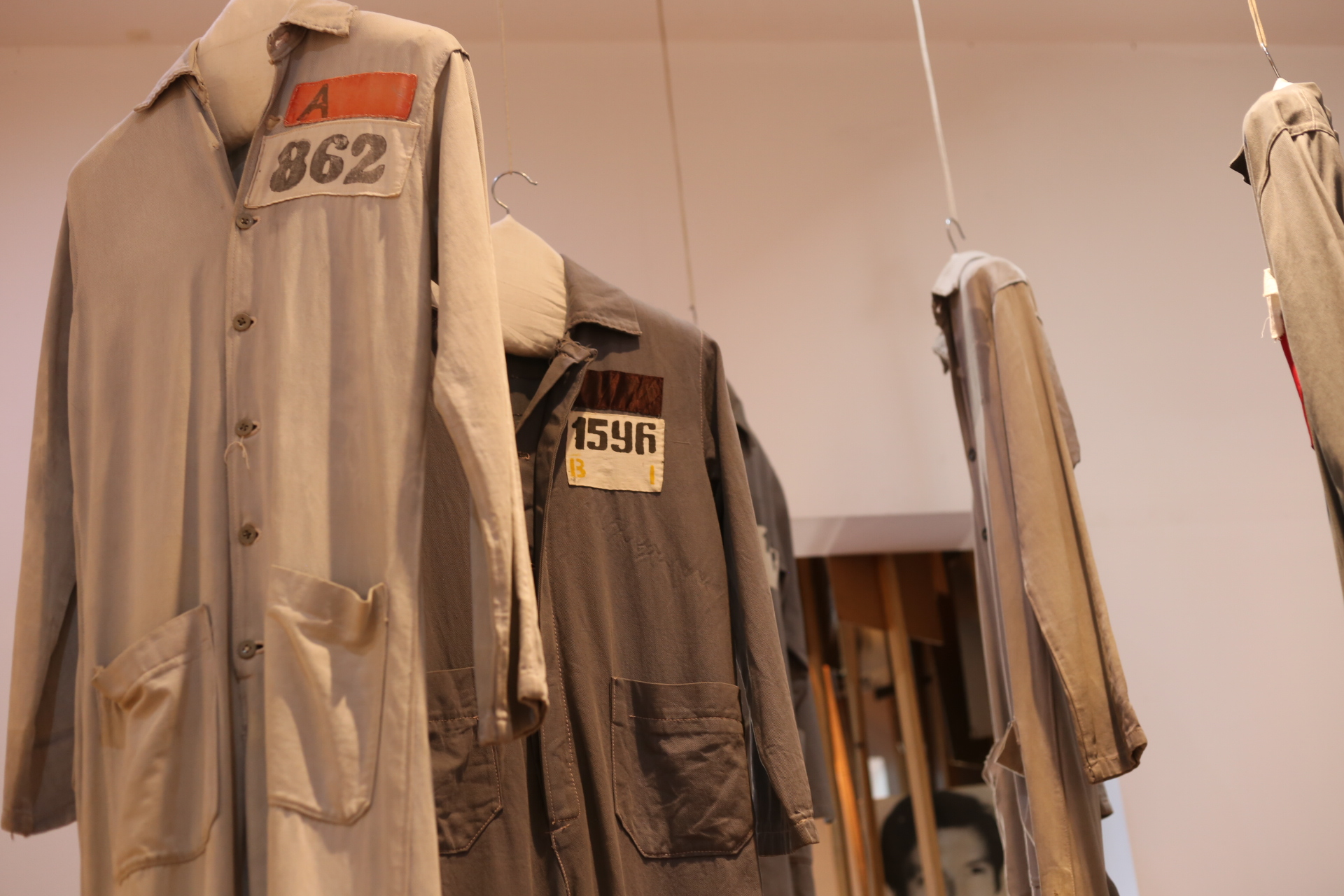
Prendas que utilizaban los presos durante la dictadura, exhibidas en el Museo de la Memoria.

Para calcular la cifra de detenidos desaparecidos, se llevaron a cabo diferentes investigaciones históricas. En el año 2007, la Universidad de la República publicó cinco tomos que contenían una investigación exhaustiva que había recurrido a información restringida, archivos personales de las asociaciones civiles como Madres y Familiares de Uruguayos Detenidos Desaparecidos, y otras fuentes documentales para estimar el número de personas detenidas-desaparecidas entre 1973 y 1985. En esa investigación, se llegó a un número provisorio de 124 personas detenidas-desaparecidas.
Finalmente, en el año 2015, la Secretaría de Derechos Humanos para el Pasado Reciente actualizó las cifras basándose en nuevas investigaciones y descubrimientos. Así, a 2015, se estimaba que el número de uruguayos detenidos-desaparecidos fue de 192 personas.
El Museo de la Memoria, en Montevideo, conmemora a los asesinados o desaparecidos bajo el régimen.

### Exilio y emigración
La emigración de Uruguay aumentó drásticamente durante este período, ya que un gran número de uruguayos buscaron asilo político en todo el mundo. Se estima que alrededor del 10% de los uruguayos emigraron del país. Entre los períodos 1973-1976, alrededor del 54% de las personas que emigraban eran en su mayoría técnicos, universitarios y profesionales de clase media. Entre algunos de los exiliados notables, pueden mencionarse a Rodrigo Arocena; Ángel Rama y Emir Rodríguez Monegal (a quienes la dictadura uruguaya les quitó su pasaporte y les negó la entrada al país); Mario Benedetti; Eduardo Galeano.

## Pacto del Club Naval
En 1984, tiene lugar el Pacto del Club Naval acordado en agosto de ese año entre Gregorio Álvarez, el Frente Amplio, el Partido Colorado y la Unión Cívica. Los representantes del Partido Nacional se retiraron de las negociaciones por no compartir el planteo militar de realizar las elecciones con partidos y personas proscriptas (entre ellas, su entonces líder, Wilson Ferreira Aldunate).
En tanto, el descontento popular era rampante; los salarios pulverizados por una política salarial impopular terminaban de agotar la paciencia de la gente, que se exteriorizaba con caceroladas y manifestaciones callejeras.

Plebiscito en Uruguay de 1980 por departamento. En los de color amarillo, ganó el No.

Todos los partidos políticos se presentan con un Plan de Gobierno consensuado, la Convergencia Nacional Programática, que permitió al nuevo gobierno una transición feliz aún en la crisis de la tablita. apoyada especialmente por Wilson y D Elia.
Tras realizarse los comicios el 25 de noviembre del mismo año, sale triunfante el Partido Colorado. El 12 de febrero de 1985 Álvarez renunció su posición, dejando el mando en manos del Presidente de la Suprema Corte de Justicia en ejercicio, Rafael Addiego Bruno, quien asume como Presidente de la República según las normas de ese momento y finalmente el 1 de marzo de 1985 el gobierno retorna a los dirigentes electos legalmente por la población, con la asunción del Julio María Sanguinetti, del Partido Colorado, como Presidente. Este período de interinato se debió a un acuerdo político entre en Partido Colorado y las Fuerzas Armadas para que la banda presidencial no se transmitiera desde un presidente dictatorial, Gregorio Álvarez, al presidente electo democráticamente, Julio María Sanguinetti. Finalmente quien le puso la banda presidencial a Sanguinetti fue su vicepresidente, Enrique Tarigo.

## Resistencia

### Campaña contra la tortura de Amnistía Internacional
En el marco del incipiente movimiento global por los derechos humanos, Amnistía Internacional comienza a trabajar en 1975 en el diseño de una campaña internacional contra la tortura para difundir y denunciar el caso de Uruguay. Uno de los objetivos de esta campaña era generar alerta sobre la tortura en Uruguay, que no había tenido el mismo impacto en la prensa internacional, a diferencia de lo que ocurría con otras dictaduras de la región, como en el caso de la dictadura chilena. La campaña tuvo diferentes estrategias, que incluyeron el envío de cartas y juntada de firmas con petitorios a las autoridades uruguayas, organización de conferencias de prensa, entre otras. Una de sus acciones fue la publicación de un informe en 1978 que recogía 22 casos de personas asesinadas por la dictadura uruguaya utilizando métodos de tortura. El caso paradigmático era el de Álvaro Balbi, un empleado de comercio y miembro del Partido Comunista, asesinado el 31 de julio de 1975. El caso fue llevado a la Corte Interamericana de Derechos Humanos, que desestimó las razones alegadas por la dictadura para negar información sobre el asesinato de Balbi.

### Huelga del PIT de 1983
El 1 de mayo de 1983, el PIT convocó una huelga masiva por el Día de los Trabajadores. En esa huelga, se leyó un manifiesto (conocido como el "Manifiesto del 1 de mayo de 1983"), donde el PIT hacía una caracterización general de la situación de los trabajadores durante 1960 y a partir del inicio de la dictadura; la situación de la industria, de la educación y de las libertades democráticas. En particular, el Manifiesto criticaba la situación de los trabajadores, que habían visto reducidos sus salarios a través de la ausencia de negociaciones colectivas y del proceso inflacionario en curso. En materia educativa, el Manifiesto señalaba las dificultades que atravesaba el sector, que enfrentaba una alta tasa de deserción y que había visto reducida la inversión presupuestaria, de casi 27% del presupuesto nacional en 1967 al 18% en 1981. El Manifiesto finalizaba exigiendo la restitución de las libertades políticas; la recuperación del poder adquisitivo de los trabajadores; la reactivación del sector productivo; y la amnistía de los presos políticos.

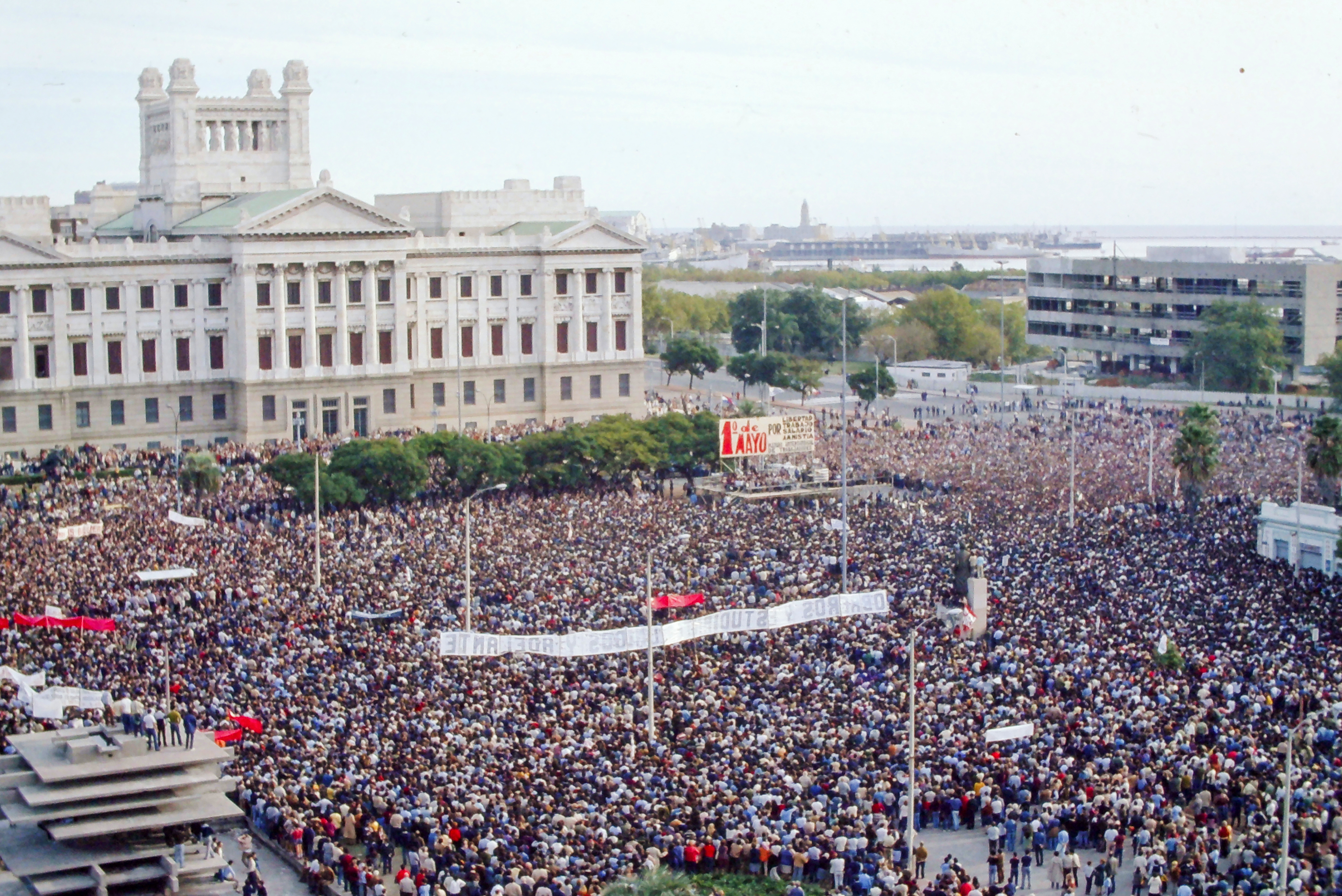
Acto del 1 de mayo de 1983 frente al Palacio Legislativo, convocado por la central sindical PIT.

## Fin de la dictadura

### Indulto a los presos políticos
Al asumir el nuevo parlamento en febrero de 1985, se aprobó rápidamente (se promulgó el 8 de marzo con el número 15737) una ley de indulto a los presos políticos encarcelados en el Uruguay, entre los que había personas que habían cometido, en calidad de autor o cómplice, crímenes de sangre. De esta forma todos los presos políticos fueron liberados.
Sin embargo, debe destacarse que la amnistía no fue directa para quienes estaban condenados por delitos de homicidio. En estos casos, se los excarceló provisionalmente y se dispuso la revisión de sus causas penales por los Tribunales de Apelaciones en lo Penal, pertenecientes a la justicia común, (habían sido juzgados por tribunales militares dependientes del Poder Ejecutivo, en aplicación de la Ley 14068 de julio de 1972), a los efectos de dictar una nueva sentencia. Se estableció que debía computarse por tres cada día pasado en prisión, a los efectos de la nueva pena, en atención a las reconocidas condiciones inhumanas de prisión padecidas. Esto, sumado a los largos años de reclusión que todos ellos habían sufrido, determinó que en ningún caso se produjera la vuelta a prisión de quienes estaban en esta situación.

### Validez jurídica de la dictadura
Otra problemática que se debió encarar fue la validez de las leyes aprobadas por el Consejo de Estado, organismo inconstitucional pero que existió durante toda la dictadura. Como se entendió que la mayoría de esas leyes habían creado múltiples relaciones jurídicas de gran complejidad, el novel Parlamento aprobó una ley de convalidación de los actos del gobierno de facto.

### Ley de Caducidad

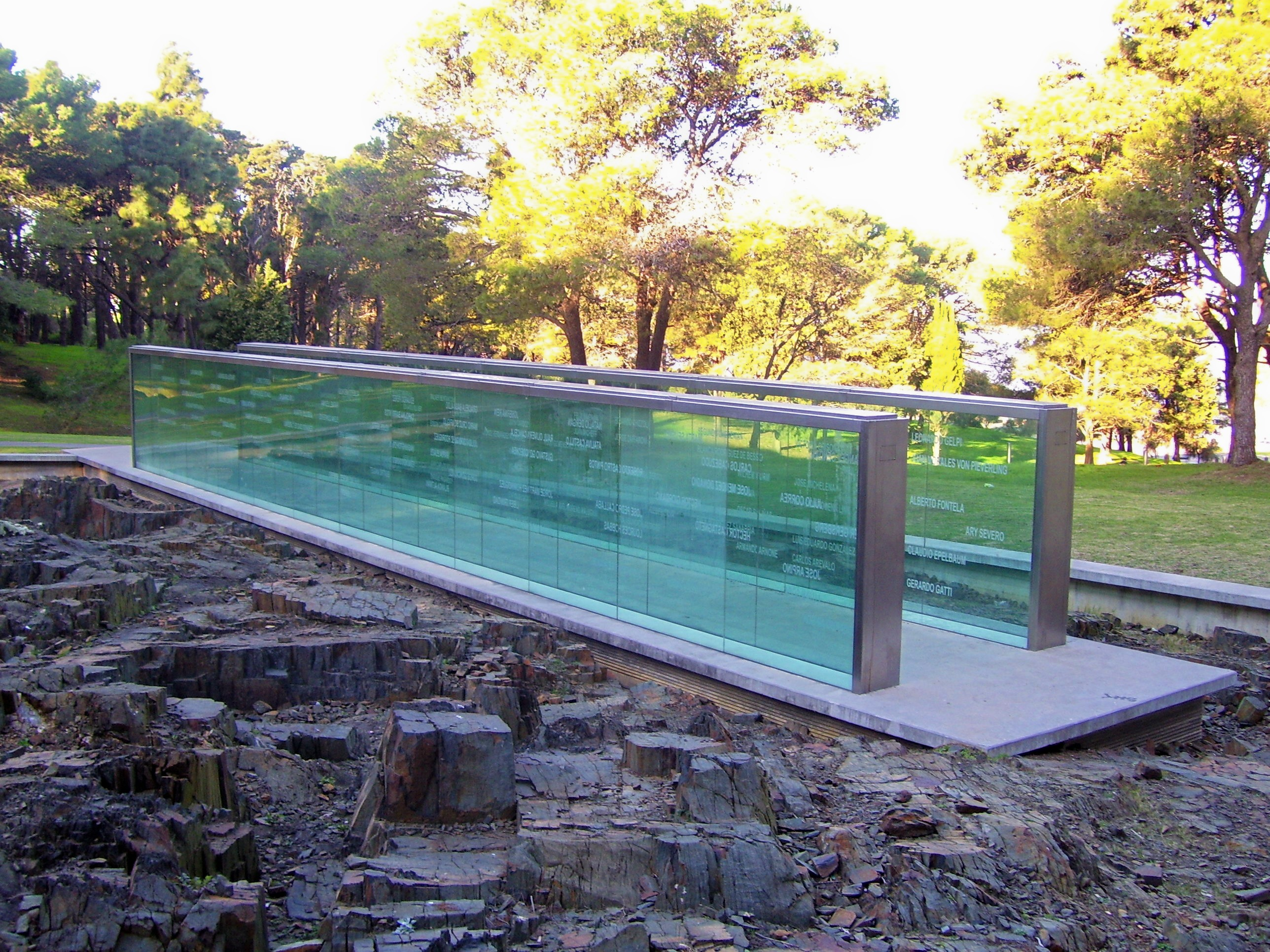
Memorial de los Detenidos Desaparecidos por la dictadura militar.

En diciembre de 1986, durante la presidencia de Julio María Sanguinetti, se dictó la ley 15.848 de la Caducidad de la Pretensión Punitiva de Estado que consagra la impunidad de los delitos de violación de los derechos humanos y de terrorismo de Estado durante la dictadura (1973-1985).
En los años siguientes se llevó a cabo una campaña de recolección de firmas para derogar esa Ley de Caducidad de la Pretensión Punitiva de Estado (popularmente conocida como «Ley de Caducidad»). El 16 de abril de 1989, luego de que más de un 25 % de la ciudadanía uruguaya habilitara con su firma el plebiscito para derogar dicha ley, se llevó a cabo el referéndum, con un triunfo del llamado «voto amarillo» (por el color de la papeleta) con un margen de 57 % contra 43 % a favor del «voto verde»: el triunfo del «voto amarillo» significó no derogar la Ley de Caducidad.
Los gobiernos subsiguientes mantuvieron la tradición uruguaya de terminar las guerras civiles unidos, sin vencedores ni vencidos. No obstante, el presidente Jorge Batlle instaló en el año 2000 la Comisión para la Paz, que inició finalmente muchas investigaciones largamente postergadas y logró encontrar desaparecidos. Paralelamente, en 2002 fue juzgado el excanciller Juan Carlos Blanco Estradé. Más adelante, durante el gobierno de Tabaré Vázquez, fueron juzgados varios militares, así como el exdictador Bordaberry.
Un movimiento por la anulación de la Ley de Caducidad se puso en marcha durante la presidencia de Tabaré Vázquez. En octubre de 2009, coincidiendo con las elecciones presidenciales y parlamentarias, se sometió a plebiscito: por 57 % contra 43 %, nuevamente la vigencia de la Ley de Caducidad fue confirmada en las urnas.
En junio de 2013, en ocasión de cumplirse cuarenta años del golpe de Estado del 27 de junio de 1973, el Parlamento realizó un acto; en dicha ocasión, el senador Ope Pasquet planteó una autocrítica del Partido Colorado respecto de aquella época.

## Otras fuentes
- Blixen, Samuel; Patiño, Nilo (2023). Intrigas cruzadas. Mafia y terrorismo en las Fuerzas Armadas. Montevideo: Editorial Brecha.
- Caetano, Gerardo; Rilla, José. «Breve historia de la dictadura uruguaya». Memoria en el Mercosur. Archivado desde el original el 7 de octubre de 2015. Consultado el 31 de enero de 2013.
- Caetano, Gerardo; Rilla, José; y otros. «Apuntes sobre la dictadura». ANEP. pp. 26 y siguientes. Consultado el 31 de enero de 2013.
- González Baica, Soledad; Risso, Mariana; Celiberti, Lilián (2012). Las Laurencias: violencia sexual y de género en el terrorismo de estado uruguayo. editorial Trilce, Montevideo, Uruguay. ISBN 978-9974-3-2603-3. Consultado el 7 de julio de 2014.
- Leicht, Federico (2012). De patrias y tumbas; ficciones de la historia reciente. Estuario Editora.
- Leicht, Federico (2013). Orden y progreso: el influjo de Brasil en el camino al golpe de Estado. Ediciones de la Plaza.
- Lessa, Alfonso (2009). La Primera Orden. Sudamericana. ISBN 978-997-468-319-8.
- Martínez, Virginia (2005). Tiempos de dictadura. Ediciones de la Banda Oriental. ISBN 9974-1-0376-2.
- Rey, Rafael (2016). La mayoría silenciosa. Autoritarismo, guerrilla y dictadura según la gente común. Montevideo: Ediciones B. ISBN 978-9974-7-1841-8.
- Documental. 2024: Jorge Batlle: entre el cielo y el infierno, dirigido por Federico Lemos, incluye actividad política clandestina en la época, narrada por sus protagonistas.